# Калвокорессис, Георгиос
Георгиос М. Калвокорессис (греч. Γεωργιος Καλβοκορεσης, англ. George Musalas «Colvos» Colvocoresses; 22 октября 1816, Хиос, Османская империя, — 3 июня 1872, Бриджпорт, штат Коннектикут, США) — офицер ВМС США, командовавший USS Saratoga во время американской гражданской войны. С 1833 по 1842 год служил в экспедициях, известных как Wilkes Expedition, которые исследовали большие районы Тихого океана. Три отдельных географических района (два на западном берегу США и один в Антарктиде) названы именем Калвокорессиса.

## Биография
Калвокорессис родился на острове Хиос 22 октября 1816 года. В начале Освободительной войны Греции (1821—1829) в 1822 году турки подвергли население острова массовой резне. Большинство его родственников, включая 6 братьев, были убиты. Дядя был зарезан на глазах самого Георгиоса. Георгиос в возрасте 6 лет, его мать и две сестры были обращены в рабство. Отец оказался в это время в австрийском консульстве, где ему было предоставлено убежище. Чуть позже отцу удалось выкупить их.
Но поскольку безопасность ребёнка по прежнему не была гарантирована, родители дали согласие, чтобы их вместе с другими 8 детьми из Хиоса вывезли в США.
Отправка детей была организована миссионерами Parsons и Fisc.
В 1824 году Георгиос прибыл на паруснике «Маргарита» в Балтимор, США. Здесь он стал приёмным сыном капитана Олдена Партриджа, основателя Американской Литературной, Научной и Военной Академии, ставшей позже Норвичским университетом в Нортфилде (штат Вермонт). Окончив университет в 1831 году, Калвокорессис поступил на службу в ВМС. Несколько поколений его семьи, включая его сына, правнука, прапраправнучки, также закончили Университет Норвича и избрали военную карьеру.

## Флотская карьера
В 1832 году он получил звание мичмана и в 1836—37 годах служил на фрегате «USS United States» (1797) Средиземноморской эскадры. С 1838 по 1842 год он служил в Исследовательской экспедиции США, более известной как Wilkes Expedition, на Тихом океане. Позже капитан Калвокорессис написал труд о Wilkes Expedition под названием «Четыре года в Правительственной исследовательской экспедиции» (Нью-Йорк, 1855).
29 января 1862 года судно снабжения «USS Supply» (1846) под его командованием захватило шхуну конфедератов «Stephen Hart» южнее Флориды. В начале августа 1864 года во главе 115 человек на 7 шлюпах с его «USS Saratoga» (1842), он осуществил разведывательную операцию с параллельной целью взятия в плен языков. Двумя неделями позже, в Южном Ньюпорте (Джорджия) Калвокорессис во главе 130 человек на шлюпах взял в плен лейтенанта и 38 солдат 3-го кавалерийского полка Южной Каролины. Калвокорессис был таинственным образом убит в Бриджпорте (Коннектикут) 3 июня 1872 года, направляясь в Нью-Йорк. Расследование не дало результатов.

## Потомки
Калвокоррессис был женат дважды. От первого брака у него было четверо детей.
- Сын, адмирал Джордж Партридж Колвокорессис (George Partridge Colvocoresses; 1847—1932; назван отцом в честь его благодетеля) окончил Университет Норвича в 1866 году и сделал столь же блистательную карьеру, дойдя до ранга адмирала ВМС США. Под командованием тогда коммодора Джорджа Дьюи (также окончившего Университет Норвича, но в 1855 году) в Азиатском флоте, он проявил себя во время Испано-американской войны. Его имя выбито над «Входом столетия» в Норвиче.
  - Джордж М. Колвокорессис II
    - Полковник Олден Партридж Калвокорессис (George Partridge Colvocoresses; 1918—2007). После завершения службы в армии Олден Калвокорессис стал пионером спутниковой картографии. Он создал первую спутниковую карту США. В его честь назван один из рифов архипелага Чагос (риф Калвокорессиса[англ.]).

Правнучатая племянница полковника — Гретхен Херболдт Хан (Gretchen Herrboldt Hahn) — окончила Университет Норвича в 2005 году, получив погоны второго лейтенанта из рук своего престарелого родственника.

## Память
- Проход Колвос, пролив [в высокую воду], находящийся в Пьюджет-Саунд, штат Вашингтон, назван в честь Калвокорессиса.